# Забродский, Лев Семёнович
Забро́дский Лев Семёнович (1949, Днепропетровск) — советский и российский изобретатель.
Автор более 70 изобретений, в основном — в области чёрной металлургии. 
Лев Семёнович является основоположником самого современного направления в порошковой металлургии, которое позволило исключить такие энергозатратные процессы в металлургии, как доменный, сталеплавильный и электросталеплавильный.

## Награды
За технические разработки награждён двумя золотыми и одной бронзовой медалями ВДНХ СССР, а также наградами Центрального Совета ВОИР СССР и ВСНТО СССР. Является почётным изобретателем СССР.